# نوک‌شاخ گردن‌حنایی
 نوک‌شاخ گردن‌حنایی (نام علمی: Aceros nipalensis) نام یک گونه از تیره نوک‌شاخ است.